# فيسنت كارلير
فيسنت كارلير (بالفرنسية: Vincent Carlier)‏ (20 ديسمبر 1979 بباريس في فرنسا - ) هو لاعب كرة قدم فرنسي في مركز الدفاع. لعب مع نادي أنجيه ونادي إنتينت ونادي بوفيه ونادي تروا ونادي لوهان كويسو ونيم أولمبيك ونادي ديبورتيفو داس أيفيس وSO Romorantin ‏.

## روابط خارجية
- فيسنت كارلير على موقع قاعدة بيانات كرة القدم.إي يو (الإنجليزية)